# Reial Col·legi de Cirurgia de l'Armada
El Reial Col·legi de Cirurgia de l'Armada es creà el 1748 a Cadis per Pere Virgili a partir del Col·legi de Practicants de Juan Lacomba.
Va ser la primera institució d'Europa en concedir —a partir de 1791— el títol de metge-cirurgià, formant el seu alumnat en les dues disciplines, que s'estudiaven separadament fins aleshores: la primera a universitats i la segona en col·legis. Aquesta novetat va ser adoptada més endavant, primerament a la ciutat de Montpeller, i després a la resta d'Europa, sent Cadis la pionera.
Finalment, per Real Cédula de 15 de gener de 1831 es va establir la Reial Acadèmia Nacional de Medicina i Cirurgia de la Província de Cadis, que cobria els Districtes de Cadis, Huelva, Màlaga, Illes Canàries i possessions del nord d'Àfrica.